# Benetton B197
A Benetton B197 egy Formula–1-es versenyautó, amellyel a Benetton csapat az 1997-es Formula–1 világbajnokságban indult. Az autókat a francia Jean Alesi és az osztrák Gerhard Berger vezette, akik mindketten második szezonjukat töltötték a csapatnál. Berger azonban a szezon közepén három futamot kénytelen volt kihagyni arcüregproblémák miatt, és honfitársa, Alexander Wurz helyettesítette, aki ezzel debütált az F1-ben.
Az autó az előző évi B196-os továbbfejlesztése, amelyből mindkét pilóta nehezen tudta kihozni a maximális teljesítményt. A B197 szinte minden versenyen versenyképesnek bizonyult, de csak egy győzelmet szerzett (amely a csapat fennállásának utolsó futamgyőzelme is volt), Berger jóvoltából, aki Németországban tért vissza a pilótafülkébe. Bergernek ez a győzelem szintén pályafutása utolsó győzelme volt, mint a csapatának, és érdekesség, hogy ő szerezte a Benetton pályafutásának első, illetve utolsó futamgyőzelmét. Az autó fő problémája az volt, hogy a gumikat nem tudta felmelegíteni az alacsony tapadású pályákon, különösen a kvalifikáción. Berger és Alesi azonban a szezon során egy-egy pole pozíciót szerzett. A szezon végére világossá vált, hogy a Benetton 1998-ban új pilótafelállást fog alkalmazni, Berger visszavonul, Alesi pedig a Sauberhez megy.
A csapat végül 67 ponttal a konstruktőri bajnokság harmadik helyén végzett. Mindkét B197-es autót még mindig aktívan használják, 2022-től a BOSS GP sorozatban versenyeznek, de Renault helyett már Judd-motorral.

## Eredmények
(félkövér ijelöli a pole pozíciót; dőlt betű a leggyorsabb kört)
| Év   | Csapat                      | Motor       | Gumik | Pilóták        | 1   | 2   | 3   | 4   | 5   | 6   | 7   | 8   | 9   | 10  | 11  | 12  | 13  | 14  | 15  | 16  | 17  | Pontok | Helyezés |
| ---- | --------------------------- | ----------- | ----- | -------------- | --- | --- | --- | --- | --- | --- | --- | --- | --- | --- | --- | --- | --- | --- | --- | --- | --- | ------ | -------- |
| 1997 | Mild Seven Benetton Renault | Renault RS9 | G     |                | AUS | BRA | ARG | SMR | MON | ESP | CAN | FRA | GBR | GER | HUN | BEL | ITA | AUT | LUX | JPN | EUR | 67     | 3.       |
| 1997 | Mild Seven Benetton Renault | Renault RS9 | G     | Jean Alesi     | KI  | 6   | 7   | 5   | KI  | 3   | 2   | 5   | 2   | 6   | 11  | 8   | 2   | KI  | 2   | 5   | 13  | 67     | 3.       |
| 1997 | Mild Seven Benetton Renault | Renault RS9 | G     | Gerhard Berger | 4   | 2   | 6   | KI  | 9   | 10  |     |     |     | 1   | 8   | 6   | 7   | 10  | 4   | 8   | 4   | 67     | 3.       |
| 1997 | Mild Seven Benetton Renault | Renault RS9 | G     | Alexander Wurz |     |     |     |     |     |     | KI  | KI  | 3   |     |     |     |     |     |     |     |     | 67     | 3.       |

## Fordítás
- Ez a szócikk részben vagy egészben  a   Benetton B197 című angol Wikipédia-szócikk ezen változatának fordításán alapul.  Az eredeti cikk szerkesztőit annak laptörténete sorolja fel. Ez a jelzés csupán a megfogalmazás eredetét és a szerzői jogokat jelzi, nem szolgál a cikkben szereplő információk forrásmegjelöléseként.